# Dapanoptera toxopaeana
Dapanoptera toxopaeana là một loài ruồi trong họ Limoniidae. Chúng phân bố ở miền Australasia.